# دونی آمیل
دونی آمیل (به فرانسوی: Denis Amiel) نویسنده، نمایش‌نامه نویس و منتقد تئاتر قرن نوزدهم میلادی اهل فرانسه است.